# متحف في حقول الفلاندرز
العنوان هو متحف يقع في فلاندرز الغربية، بلجيكا تأسس في 1998.

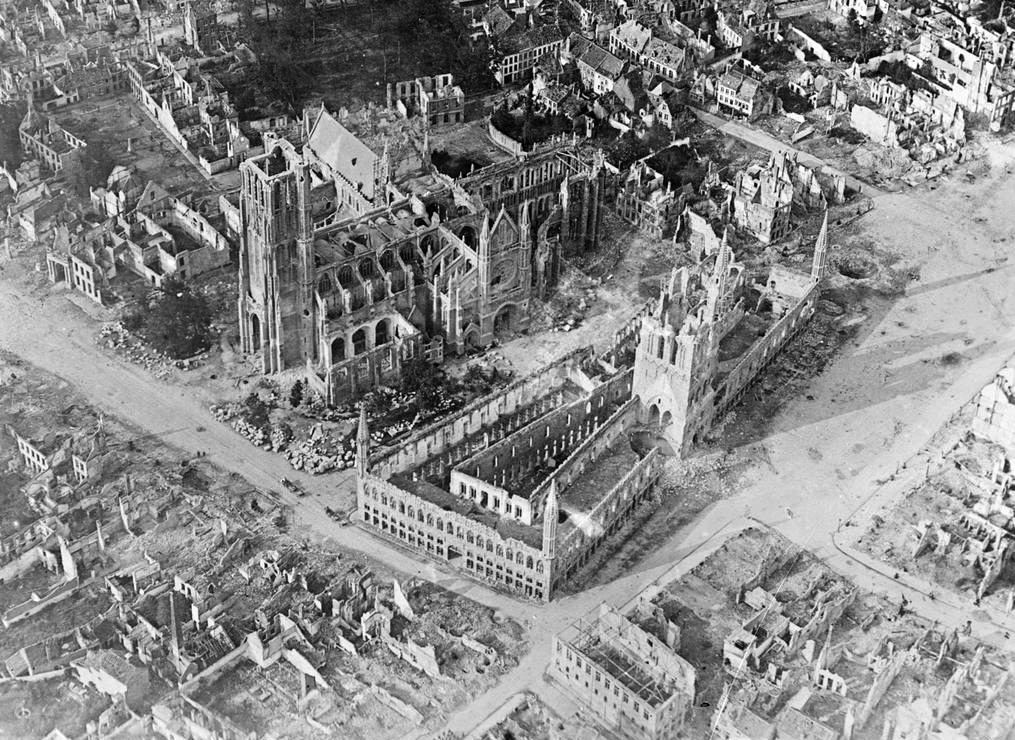
مبنى كلوث بيبريس خلال الحرب العالمية الأولى

متحف في حقول الفلاندرز (بالإنجليزية: In Flanders Fields Museum)‏ هو متحف يتحدث عن الحرب العالمية الأولى ويقع في بلجيكا، يشغل هذا المتحف الطابق الأرضي لمبنى كلوث وقد دُمر هذا المبنى تقريبيًا بسبب نيران المدفعية التي وجهت له في الحرب العالمية الأولى.
إن هذا المتحف لا يمجِّد تاريخ الحرب العالمية الأولى بل على العكس تمامًا؛ فهو يوحي بعدم جدوى هذه الحرب خاصة بسبب الأحداث التي وقعت في الإقليم الفلامندي في أثناء الحرب العالمية الأولى.

## وصلات خارجية
- الموقع الرسمي